# Tarzoon - La vergogna della giungla
"Tarzoon - La vergogna della giungla" (Titolo originale: Tarzoon: Shame of the Jungle, titolo francese: Tarzoon, la honte de la jungle) è un film d'animazione franco-belga del 1975, diretto da Picha e Boris Szulzinger e coprodotto da Valisa Films (Belgio) e S.N.D. (Francia). Il film è una parodia della serie Tarzan di Edgar Rice Burroughs.
In Italia il film è uscito nelle sale cinematografiche nel 1976 ed è stato distribuito da Dear International.

## Produzione
L'idea del film nacque al Festival di Cannes nel 1974. Fu realizzato e completato l'anno successivo con la regia affidata a Picha e al regista belga Boris Szulzinger. Nel mese di settembre dello stesso anno, la pellicola (con doppiaggio in lingua inglese e francese) fu presentata in anteprima nelle sale cinematografiche francesi e la sua distribuzione in altri Paesi durò fino al 1979. In seguito all'uscita del lungometraggio, negli Stati Uniti furono censurate alcune scene per violenza sugli animali .

## Critica
Negli Stati Uniti, Vincent Canby scrisse sul New York Times che si trattava di "un fallito tentativo di parodiare la vita e le avventure di Tarzan".
Tam Allen, su The Village Voice, definì il film "un'acuta riflessione sul disagio, una forma di «arte toilette»". Anche Fritz il Gatto e Duck Dirty, su Playboy, offrirono una "quasi lode" al film, affermando: "diventa monotono dopo un buon inizio".

## Cast originale americano
Per un appeal più internazionale il primo doppiaggio di "Tarzoon" (registrato a New York) è stato affidato a diversi protagonisti del cast di Saturday Night Live.
Dialogo statunitense: Anne Beatts e Michael O'Donoghue
- Bob Perry: Narratore
- Johnny Weissmuller, Jr.: Shame
- Emily Prager: June
- Pat Bright: La regina Bazonga
- Christopher Guest: Short, Capo M'Bulu e Nurse
- Brian Doyle-Murray: Charles n.1
- Andrew Duncan: Charles n.2
- Guy Sorel: Il professor Cedric Addlepate
- Judy Graubart: Stella Starlet
- Adolph Caesar: Brutish
- John Belushi: Craig Baker
- Bill Murray: Reporter
- Deya Kent, M. Vernon, Tony Jackson e John Baddeley: Altri voci

## Cast francese[7]
Direzione del doppiaggio: Michel Gast
Dialogo francese: Pierre Bartier e Christian Dura
Doppiaggio francese: Société nouvelle de doublage (SND)
- Bernard Dhéran: Narratore
- Georges Aminel: Shame e altri voci
- Arlette Thomas: June e altri voci
- Paule Emanuele: La regina Bazonga
- Guy Piérauld: Il professor Cédric Addlepate
- Laurence Badie: Steffanie Starlet e altri voci
- Marc de Georgi: Brutish
- Claude Bertrand: Capo M'Bulu
- José Géal: Il guru belga (*Craig Baker)
- Lita Recio: Nurse
- Philippe Dumat: Giornalista radiofonico
- Pierre Trabaud: Charles n.1 e altri voci
- Roger Carel: Charles n.2 e altri voci